# Jaropolk II.
Jaropolk II. Wladimirowitsch (ukrainisch Ярополк Володимирович; russisch Яропо́лк II Влади́мирович; * 1082; † 18. Februar 1139) war von 1132 bis 1139 Großfürst der Kiewer Rus, Sohn Wladimir Monomachs und Nachfolger seines Bruders Mstislaws I. als Großfürst.
Unter Jaropolks Herrschaft erreichten die Kämpfe unter den Rurikiden einen neuen Höhepunkt. Die Kiewer Rus, die noch unter Wladimir Monomach auf einem Höhepunkt ihrer Macht gewesen war, zerfiel zunehmend. Von Susdal aus begann sich Fürst Juri Dolgoruki zusehends in Kiew einzumischen. Vorerst gelang es aber Wsewolod Olgowitsch, sich als Großfürst und Nachfolger Jaropolks II. durchzusetzen.